# Шато-Сен-Луи

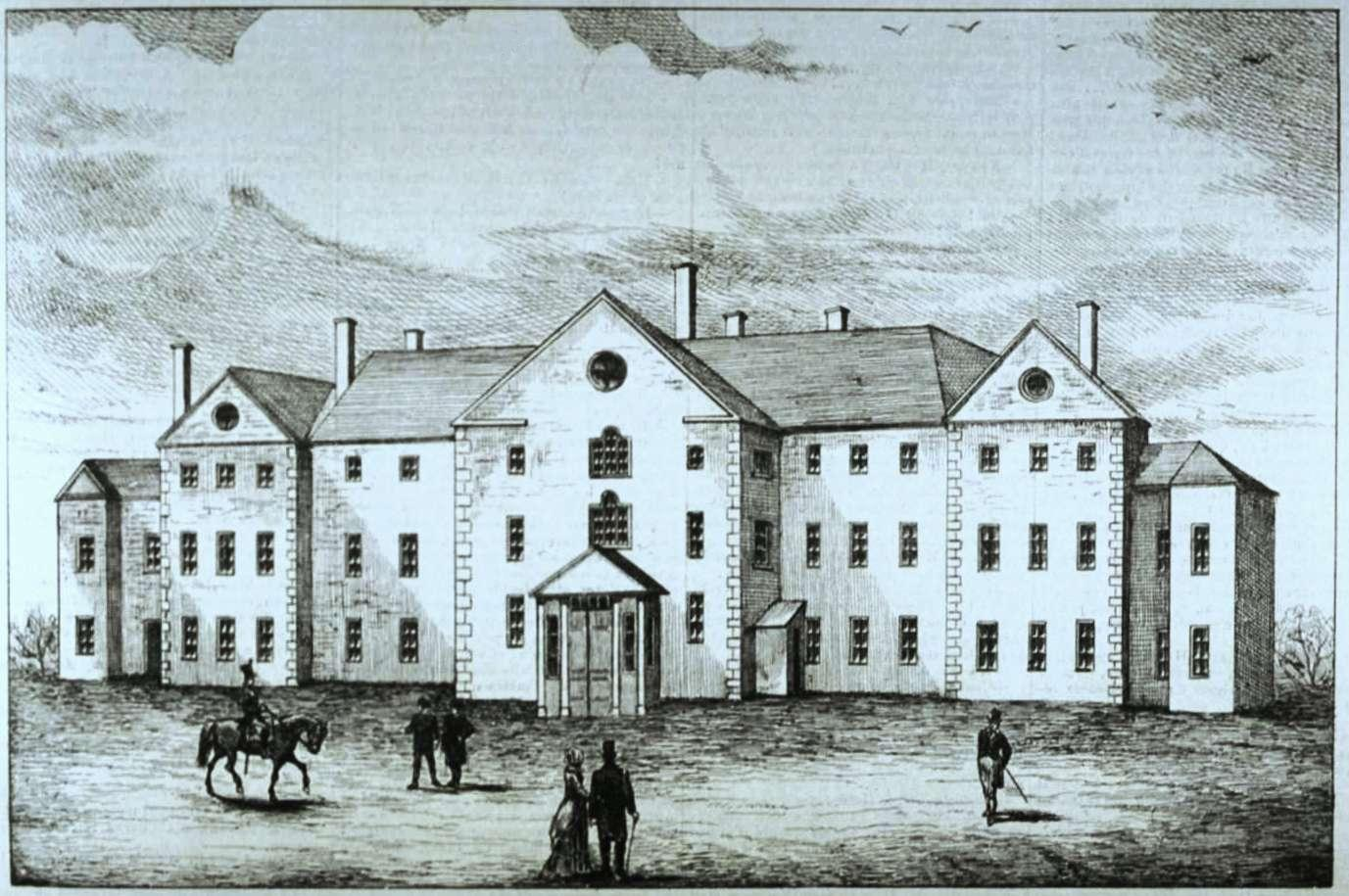
Шато-Сен-Луи в Квебеке (1620—1834)

Шато-Сен-Луи (фр. Château Saint-Louis) — бывшая официальная резиденция губернатора Новой Франции, затем британского губернатора Квебека, генерал-губернатора Британской Северной Америки и вице-губернатора Нижней Канады.

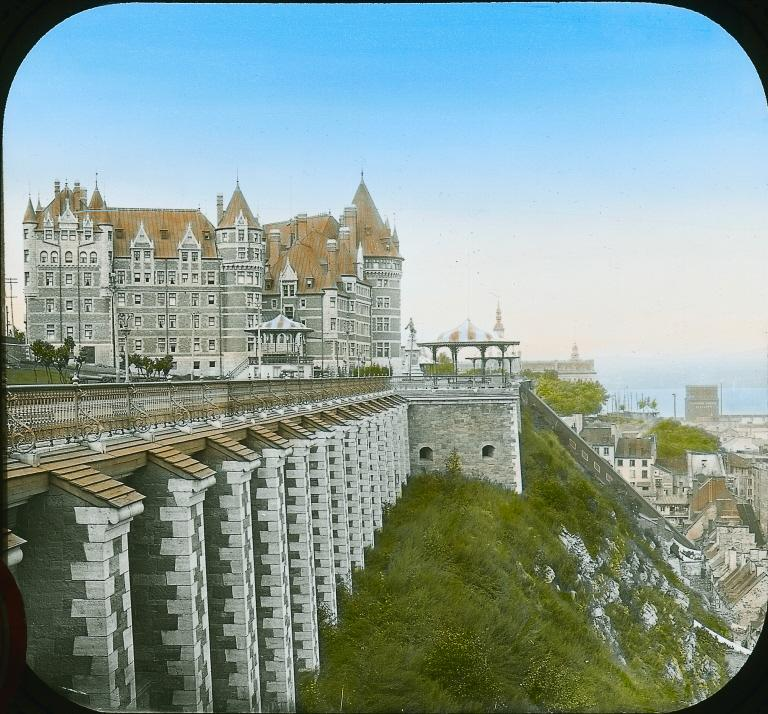
Терраса Дафферина

## История
Построен в 1620 году Самюэлем де Шампленом. Форт Сен-Луи стал резиденцией правительства Новой Франции в 1646 году и был назван в честь короля Франции Людовика XIII. Луи де Бюад где Фронтенак перестроил замок с 1692 по 1700 год. Замок был восстановлен после завоевания англичанами Квебеке, но был уничтожен пожаром в 1834 году. На развалинах замка в 1838 году построена деревянная платформа, а в 1878 году на этом месте была построена терраса Дафферина.